# 三貂嶺トンネル

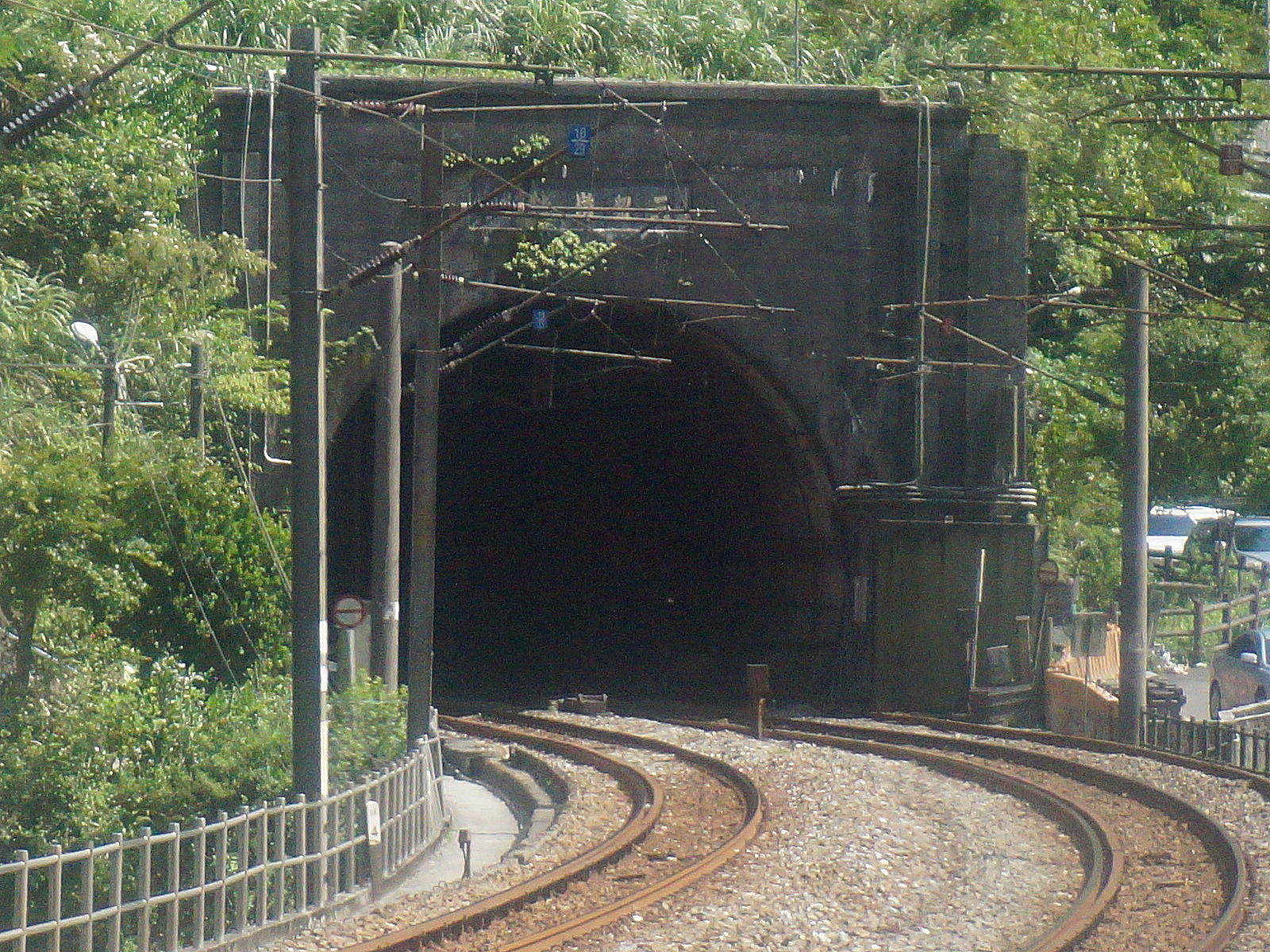
三貂嶺トンネル（北側出口）

三貂嶺トンネル（さんちょうれいトンネル）は、台湾新北市瑞芳区と双渓区を結ぶ、台湾鉄路管理局宜蘭線のトンネルである。宜蘭線の三貂嶺 - 牡丹 間にあり全長は2,076m.。

## 参照
- "宜蘭線プロジェクトへ戻る：国の14重要な建設"、台湾省政府交通省宜鉄道工学庁、1992。
- エグゼクティブ・ユナイテッド、エグゼクティブ・ユナイテッドのエグゼクティブ・オフィサー、